# 小嶋源作
小嶋 源作（こじま げんさく、1905年1月1日 - 1989年8月7日）は、日本の実業家。中部日本放送 (CBC) の事実上の創業者で、第4代代表取締役社長。中日新聞社取締役。

## 経歴
石川県石川郡野々市村（現：野々市市）に生まれる。
明治大学を卒業後、1929年に名古屋新聞社に入社。1942年に新愛知新聞社との合併で中部日本新聞社（1971年より中日新聞社）となった後の1946年に社会部長、1949年に出版局長となる。その傍ら、「民主国家として言論の自由を取り戻すためのフリーラジオを」という強い願いを持ち、民間放送の創設に熱意を燃やす。
1950年4月、中部日本放送の創立委員に就任。当時の杉山虎之助中部日本新聞社社長、中部財界、さらには許認可権者である逓信省やGHQを説得し、初代社長に佐々部晩穂を据え、自身は代表取締役常務に就任。1950年12月15日、「日本初の民間放送」の発足に漕ぎつけた。
1951年9月1日の開局から数日前、全社員に「これから我々は、NHK島に敵前上陸を敢行する。NHKの牙城に迫る民放の第一陣として、その使命は重い。諸君はこの決意で邁進されたい」と鼓舞激励した。
1956年12月1日にCBCテレビを開局し、テレビ放送を開始する。
1957年11月代表取締役専務、1959年11月同副社長を経て、1967年11月同社長に就任。
1975年12月、國枝忠雄に後を譲り、代表取締役会長に就任。
1989年6月、常任相談役に退いて、1989年8月7日に死去（享年84）。その際に寄託された資金3000万円を元に、1989年10月1日CBCの放送・事業活動に貢献した個人または団体に対して奨励金を贈る「CBC小嶋賞」が創設された。

## 著書
- 小嶋源作『CBCとともに 小嶋源作遺稿集』中部日本放送、1990年12月15日。doi:10.11501/13593146。